# Salvo Fleres
Salvo Fleres (Catania, 30 giugno 1956) è un politico italiano.

## Biografia
È laureato in scienze politiche e in scienze delle comunicazione, ha conseguito un master di II livello in scienze criminologiche e collabora con varie testate giornalistiche e radio televisive. 
Giornalista professionista, è autore di alcune raccolte di poesie, di saggi sul giornalismo e di monologhi per il teatro. Recentemente ha pubblicato alcuni romanzi ed un libro inchiesta, firmato insieme a Paolo Garofalo, che effettua una ricostruzione storica della tragica “notte di Sigonella”, mettendo in luce una serie di episodi del tutto inediti. Prima di intraprendere l’attività parlamentare è stato giornalista presso diverse testate, insegnante, capo laboratorio presso la manifattura tabacchi di Catania, vice presidente nazionale della Lega Italiana per i Diritti dell’Uomo, sindacalista ed esperto nel campo della formazione professionale, della comunicazione e della pubblica amministrazione.
Dal 2006 al 2013 è stato inoltre garante dei diritti dei detenuti in Sicilia e coordinatore nazionale dei garanti regionali dei diritti dei detenuti, oltre che autore di numerosi testi sul carcere, sulla piena e sulla crisi della giustizia. Dopo l'abrogazione della normativa regionale che precludeva il conferimento di incarichi all'interno della pubblica amministrazione a chi avesse ricoperto la carica di parlamentare, europeo o nazionale, o di consigliere regionale in Sicilia non ha più ricoperto tale incarico ma continua ad occuparsi di problematiche penitenziarie . Dopo la scadenza del suo mandato l’ufficio è rimasto privo di vertice per oltre tre anni. Durante il suo mandato in Sicilia, per oltre due anni, è stato coordinatore nazionale dei garanti regionali ed è stato il promotore delle disposizioni che, successivamente, hanno portato all’istituzione della figura del Garante nazionale di diritti dei detenuti.

### Carriera politica
Di estrazione laica, inizia la propria carriera politica nelle file del Partito Repubblicano Italiano, venendo eletto consigliere comunale a Catania nel 1985, e nel 1988. Nel 1991 viene eletto all’Assemblea Regionale Siciliana. Aderisce a Forza Italia fin dalla sua fondazione nel 1994 e nelle sue liste è stato rieletto per altre tre volte come parlamentare dell'Assemblea Regionale Siciliana dal 1996 al 2008.
Nel 2002 è stato candidato alla carica di Sindaco del Comune di Nicolosi.
È stato assessore regionale alla Cooperazione della Regione Siciliana nella Giunta Provenzano di centrodestra (1996-1998), per due volte Presidente della Commissione Attività Produttive, Vice Presidente dell'Assemblea Regionale Siciliana nella XIII legislatura e Vice Presidente della Commissione Regionale Antimafia. In qualità di parlamentare regionale è stato primo firmatario di centinaia di disegni di legge molti dei quali divenuti legge. Tra questi ultimi quelli che riguardano il riordino del sistema di aiuti alle imprese di tutti i settori, la legge sul commercio ambulante, quella sull’apicoltura e sulla coltivazione dei funghi, quelle sul riordino della pesca, quella sulla riforma del settore della cooperazione edilizia e tantissimi altri.
Alle elezioni politiche del 2008 è eletto senatore nella circoscrizione Sicilia nelle liste del Popolo della Libertà. Passa nel 2009 a Forza del Sud che contribuisce a costituire insieme a Gianfranco Micciche ed altri parlamentari. Lascia questa formazione, a febbraio 2013, quando decide di non riproporre la propria candidatura alle elezioni politiche che si tennero nello stesso anno. 
Nel 2018, insieme ad altri esponenti politici, della società civile e delle organizzazioni di rappresentanza della categorie produttive, ha dato vita al Movimento "Siciliani verso la Costituente" per la nascita di un soggetto politico di ispirazione sicilianista e meridionalista.
Nel febbraio del 2020 fonda il partito autonomista "Unità Siciliana - Le Api".

### Controversie
Il 29 settembre 2009 provoca clamore il suo emendamento sullo Scudo fiscale che estende tale misura anche ai reati tributari e alle violazioni contabili, compreso il falso in bilancio. L'emendamento stabilisce interventi realistici ed efficaci nei procedimenti amministrativi, civili e di natura tributaria successivi al 5 agosto 2009, data di entrata in vigore della legge anticrisi. Elimina l'obbligo di segnalazione da parte dei professionisti ai fini delle norme antiriciclaggio ed estende la copertura anche alle società collegate o controllate estere. Il testo è stato approvato dal Senato con 134 favorevoli 24 contrari e un astenuto. Il testo è stato successivamente approvato dalla Camera con 270 favorevoli 250 contrari e 2 astenuti. Fondamentali all'approvazione del testo 23 assenti nel PD. La norma, riproposta con minore clamore anche nella successiva legislatura, ha consentito di risolvere realisticamente un problema finanziario, che in passato era stato spesso ignorato, permettendo allo Stato di recuperare circa 4 miliardi di euro, facendo rientrare nel circuito dell'economia somme che altrimenti sarebbero rimaste all'estero.
È salito agli onori delle cronache anche per uno degli emendamenti che hanno previsto l'allineamento degli emolumenti dei parlamentari italiani a quelli medi dei parlamentari dei Paesi europei di dimensione territoriale ed economica assimilabile a quella italiana, proposto nella finanziaria 2011. La proposta rispondeva ad una logica di pari trattamento in pari condizioni, facendo venir meno quei privilegi che la normativa italiana prevedeva per i parlamentari. Da Garante dei detenuti per la Sicilia, nel 2011, ha rinunziato spontaneamente al compenso previsto dalla legge.
Fino ad oggi continua a svolgere attività giornalistica, dirige il quotidiano on Line METROPOLIS più, collabora con il Quotidiano di Sicilia, con il Mondo Nuovo, con La Sicilia, con Paesi Etnei, con Buonasera Sud e con alcune emittenti radio-TV locali. Sono particolarmente importanti i suoi saggi sull’afflittività della pena detentiva, sulla vita penitenziaria, su come proteggere i lettori dal dilagante fenomeno delle fake news e sulla professione giornalistica.